# Campionato sudamericano maschile di pallavolo 1993
Il XX campionato sudamericano maschile di pallavolo si è svolto nel 1993 a Cordoba, in Argentina. Al torneo hanno partecipato 6 squadre nazionali sudamericane e la vittoria finale è andata per la diciannovesima volta, la quattordicesima consecutiva, al Brasile.

## Squadre partecipanti
- Argentina
- Brasile
- Cile
- Paraguay
- Uruguay
- Venezuela

## Classifica finale
| Classifica | Squadre   |
| ---------- | --------- |
|            | Brasile   |
|            | Argentina |
|            | Cile      |
| 4          | Venezuela |
| 5          | Uruguay   |
| 6          | Paraguay  |